# Vaxholm (stad)
Vaxholm is de hoofdstad van de gemeente Vaxholm in het landschap Uppland en de provincie Stockholms län in Zweden. De plaats heeft 4865 inwoners (2010) en een oppervlakte van 160 hectare.
Iets ten westen van de plaats ligt Vaxholmslot. Het fort werd in de 16e eeuw gebouwd om de belangrijke zeeroute te kunnen afsluiten als een vijandige marine de hoofdstad Stockholm poogde aan te vallen. Dit is tweemaal gebeurd en beide aanvallen zijn afgeslagen. Medio 19e eeuw was het fort verouderd en nam de strategische rol af. Het is nog als gevangenis in gebruik geweest en is nu een museum.

## Verkeer en vervoer
Bij de plaats loopt de Länsväg 274.

## Geboren
- Maria Gripe (1923-2007), schrijver